# Bengtsons Ost
Bengtsons Ost är en ostbutik som påbörjade sin verksamhet år 1951 och företagets första butik öppnade på Klostergatan 9 i Lund. 
Grundarna till företaget var Inga och Thure Bengtson. Företaget expanderade med flera butiker i Skåneregionen och öppnade ett eget mejeri i Danmark som främst tillverkade vitmögelostar, samt en central för bitning och packning i Lund.
Ture Bengtson sålde 1985 större delen av företaget men behöll butiken i Lund som efter Tures död togs över av barnbarnet Fredrik, åter under namnet Bengtsons Ost. Butiken gick i konkurs 2020 men ombildades som "Ostabengtson".

## Produktion & koncept
Bengtsons Ost har cirka 250 ostsorter i sortimentet och utöver ost säljs delikatesser som chark, choklad och te. De egenlagrar några svenska hårdostar i upp till 3 år. Företaget har inte längre något mejeri, utan importerar det mesta själva. Butiken har även servering.
Osthuset i Helsingborg Aktiebolag är blev moderbolag för koncernen. Osthuset Gourmeter AB registrerades 2012 som dotterbolag till Osthuset i Helsingborg och har sedan 2014 haft en nettoomsättning om ca 5 miljoner.